# Leonid Osipovič Utësov
Leonid Osipovič Utësov (in russo Леони́д О́сипович Утёсов? , nato Lazar' Iosifovič Vajsbej, in russo Ла́зарь Ио́сифович Вайсбе́й?; Odessa, 21 marzo 1895 – Mosca, 9 marzo 1982) è stato un cantante, direttore d'orchestra e attore sovietico.
Insignito del titolo di Artista del Popolo dell'Unione Sovietica nel 1965, si dedicò a diversi generi musicali, spaziando dal jazz alla romanza. Nel 1934 fu protagonista, al fianco di Ljubov' Orlova, del celebre film di Grigorij Aleksandrov Tutto il mondo ride (Vesëlye rebjata).